# Сянкі
Сянкі (пол. Sianki) — колишнє село в Польщі, у гміні Літовищі Бещадського повіту Підкарпатського воєводства.

## Територіальна приналежність
Внаслідок Операції «Вісла» польська частина села з 1945 р. обезлюднена і спалена, а в Сянках з української сторони наразі близько 100 будинків і залізнична станція на лінії Ужгород–Львів. Незважаючи на це, місто вказано як село в реєстрі TERYT. Підпорядковане селу Ступосяни.
До 1934 р. окрема унітарна ґміна, а в 1934-1945 рр. скупчення в колективі ґміни Сянки, що належала до турчанського повіту. Після війни в Ґмині Тарнава Гурна. У 1945–1951 роках у межах Ліського повіту, у 1952-1972 роках в Устшицькому повіті, а в 1972-1975 роках в Бєщадському повіті у цьому ж воєводстві (1952-1954 та з 1973 роках у Лютовиської ґмині). У 1975–1998 роках місто адміністративно належало до Кросненського воєводства.

## Історія
Село засноване на Влашському праві в 1560 році. Власниками з 1553 року були Барбара Кміта, у 1580 році – рід Тарлув. У 1589 р. - Ядвіга Тарло, а в 1663 р. - спільна власність родини Затварницьких, Чарнецьких та Гроховських. Від початку 18 століття до 1939 року - родина Строїнських.
З 1905 року через село проходить залізнична колія Ужгород — Самбір. У 1772-1918 рр. під австрійським пануванням, розташоване в Турчанському повіті австрійської провінції Галіції, за 14 км від Борині, на угор. кордону. Межувало з селами Беньова, Соколики, Вижня Тернава, Верхній Турів, та Ужок. У 1880 році в селі було 355 жителів і 50 хат, в ньому проживали поляки, русини, євреї та німці. У Сянках була також церква і дві дерев'яні православні церкви, обидві присвячені св. Стефан. Католицька парафія знаходилась у Туркі, уніатська — у Беньовій.
До Другої світової війни село було відомим Гірськолижним курортом. Працювали три туристичні гуртожитки, кілька літніх будинків, численні пансіонати та ресторани. Був також лижний трамплін і санна траса. На межі 1933/1935 рр. завдяки зусиллям Перемишльського товариства лижників було введено в експлуатацію притулок у Сянках. У березні 1936 р. відкрито новий лижний гуртожиток (на 150 місць). Це був заклад Штабного корпусного округу № X. У березні 1936 року в Сянках відбувся перший чемпіонат Польщі з лижного спорту робітничих клубів. Наприкінці 1930-х років у Сянках проживало 1500 жителів. У міжвоєнний період був дислокований у Станції прикордонної варти.
Після 17 вересня 1939 року через село проходив кордон між Німеччиною та СРСР. Після 1951 року село формально було поділено між Польщею та радянською Україною.
У польських Сянках, поруч із фундаментами костелу, донині збереглися надгробки Клари, уродженої Калиновської (пом. 1867 р.) та Францишка Строїнського (пом. 1893 р.) – довоєнних власників цих маєтків. Це місце називається «Могила графині». У 1993 році поруч реконструйовано стіни цвинтарної каплиці. Неподалік, відразу за річкою Сян і сучасним польсько-українським кордоном, стояла неоготична каплиця с. вул. Яна, яка є каплицею-усипальницею останніх поколінь родини Строїнських. Його руїни були остаточно зруйновані в 1970-х роках.
Недалеко від нинішнього польсько-українського кордону в Сянках бере початок річка Сань. На самій межі, на рубежі 224, стоїть український обеліск, який невірно повідомляє, що це витік Сану (насправді це витік першої лівої притоки Сану). На обеліску вказані координати точки, яка є фактичним джерелом Сану, приблизно за 200 м на південний захід від нього.

## Відомі люди, пов’язані з селом
- Збігнєв Вільчинський - польський лікар, доктор медичних наук, радник Щецина

## Демографія
- 1921 р. у Сянках проживало 788 осіб (у 117 житлових будинках):
  - 488 Греко-Католиків
  - 177 римо-католицьких конфесій
  - 119 Мойсеєвого сповідання
- 1938 рік – 1476 осіб (в 193 житлових будинках)

## Історичні світлини

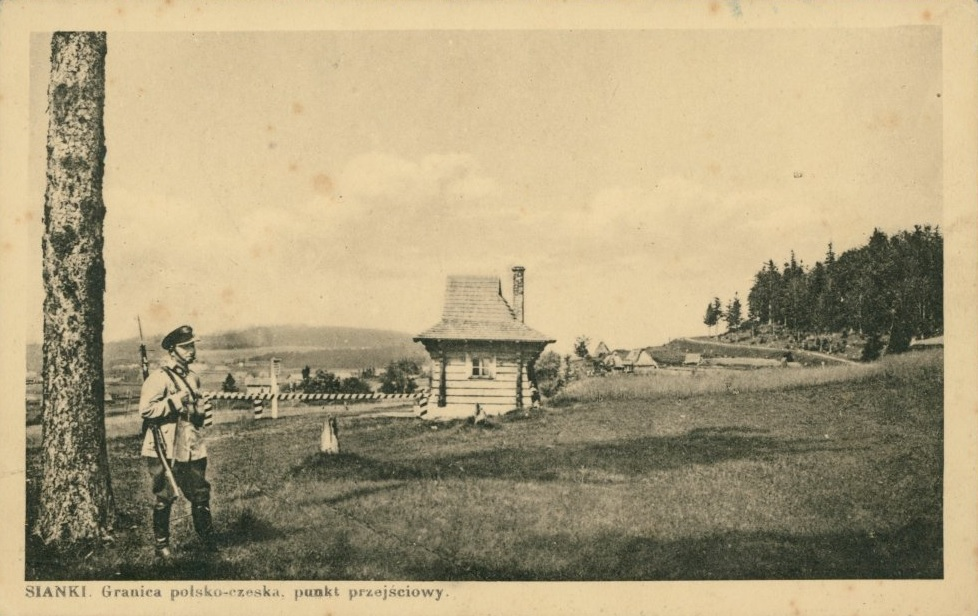
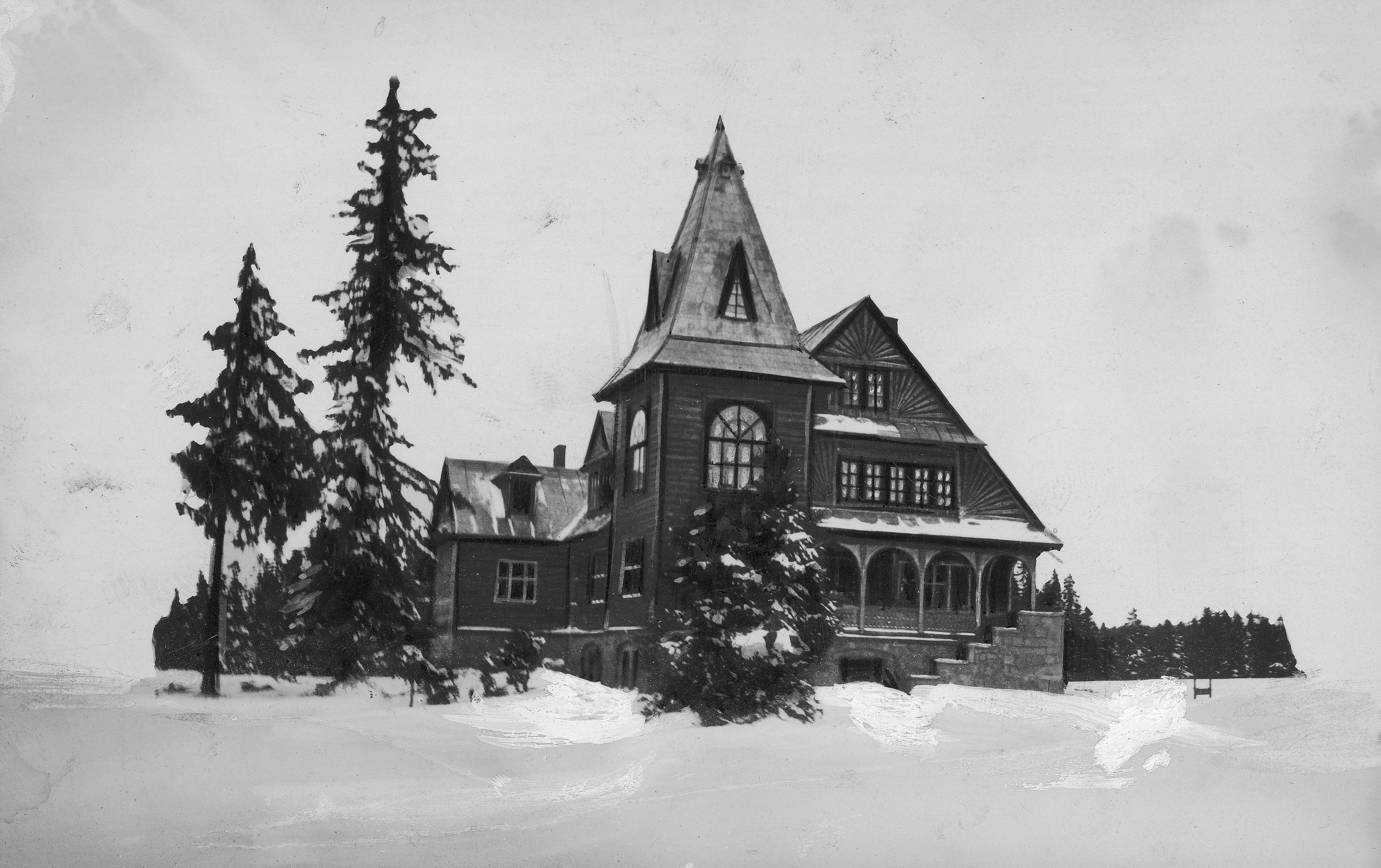
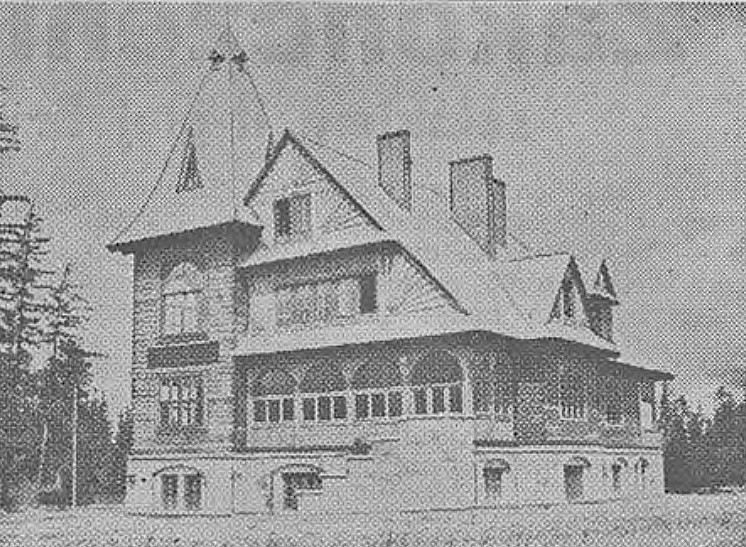
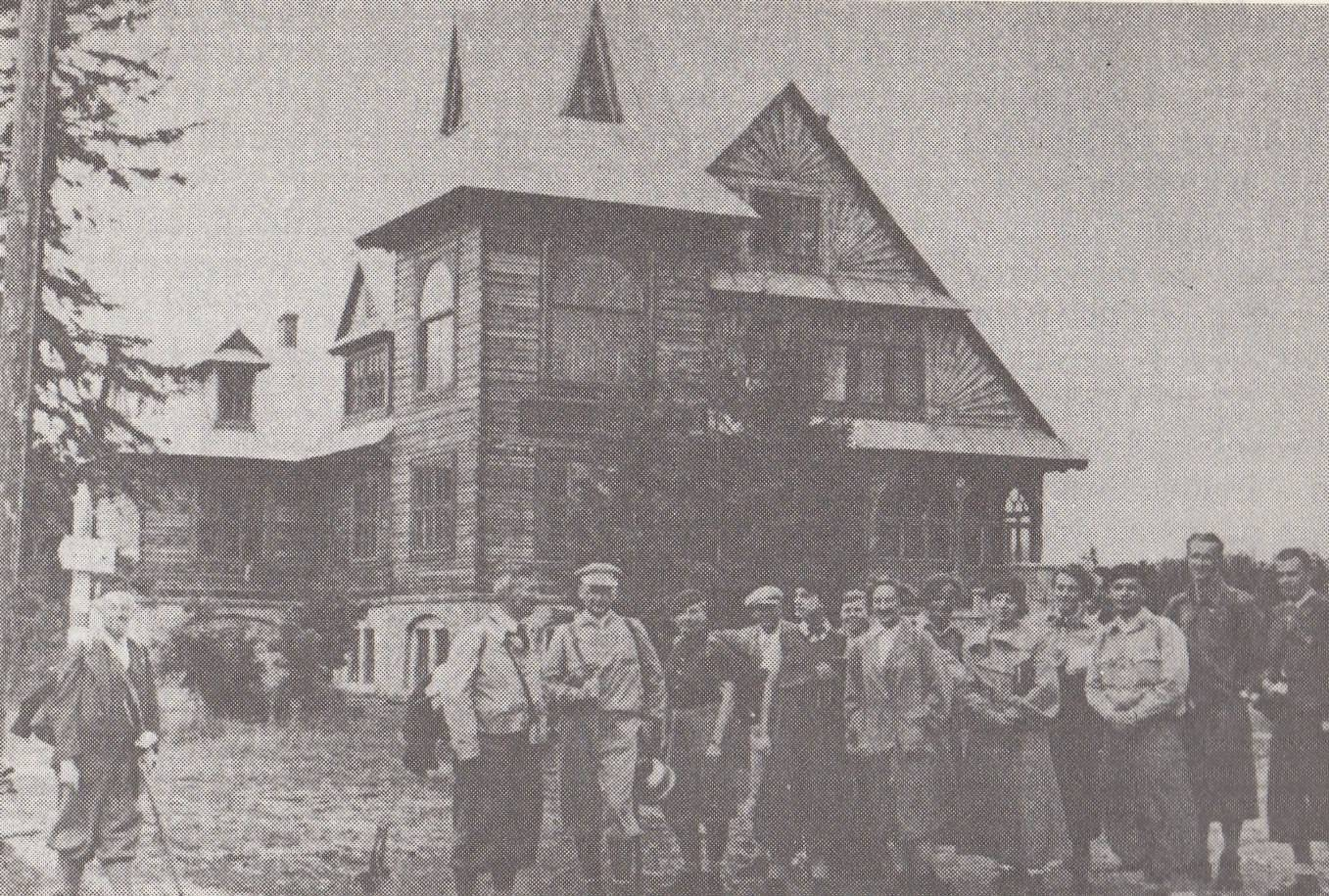
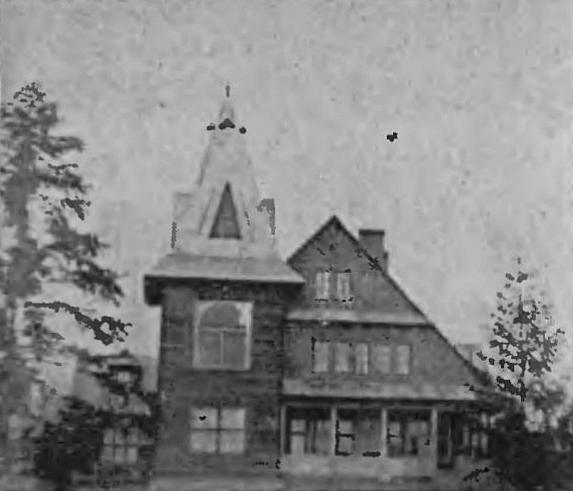
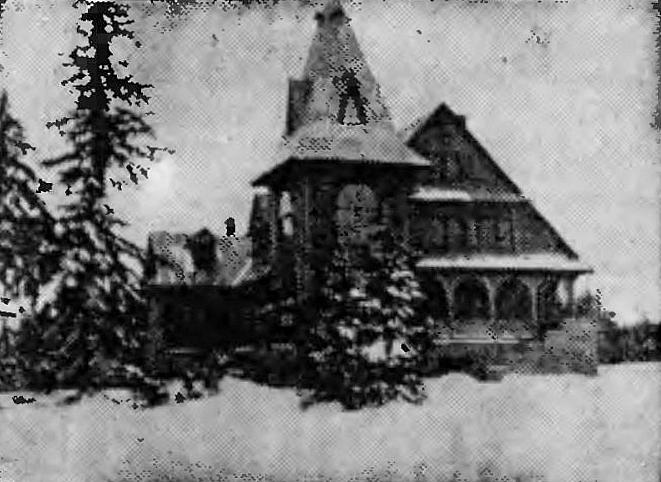
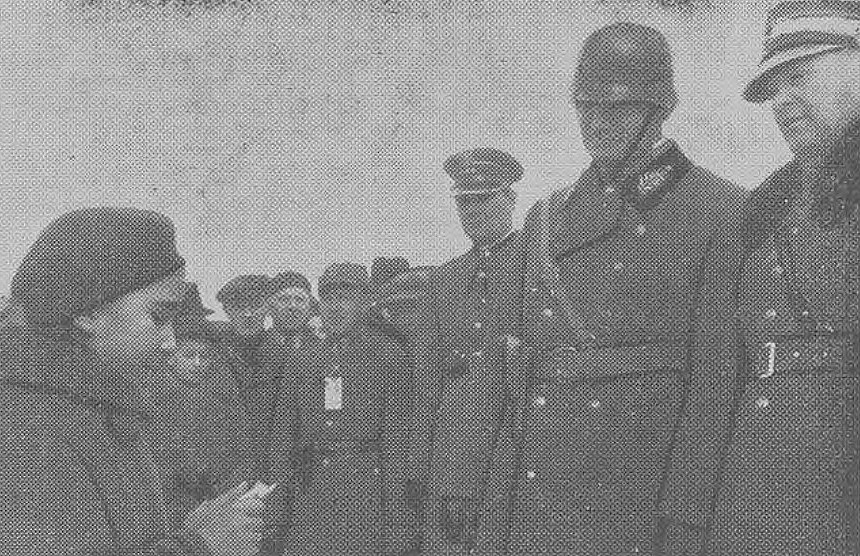

## Галерея

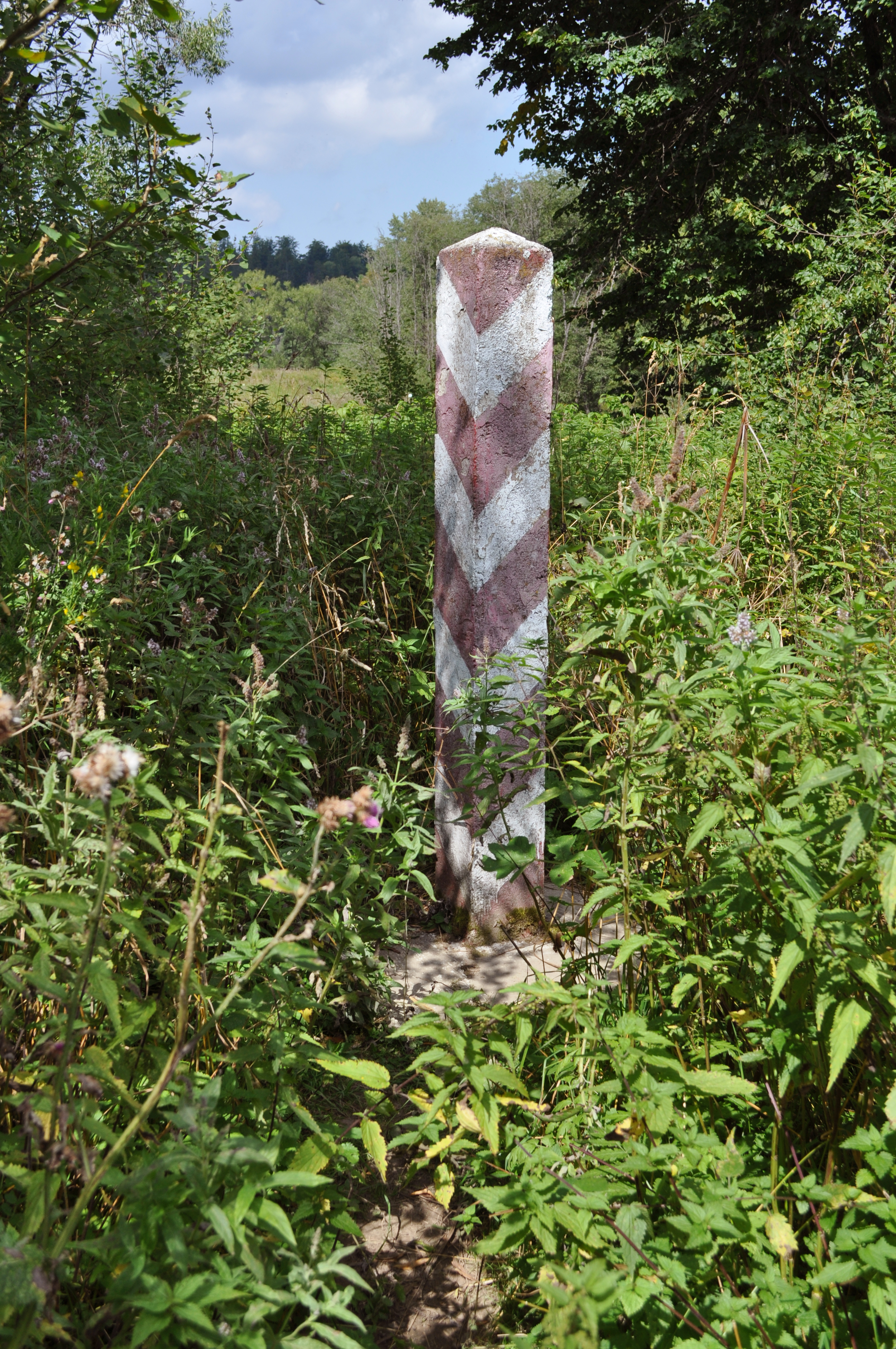
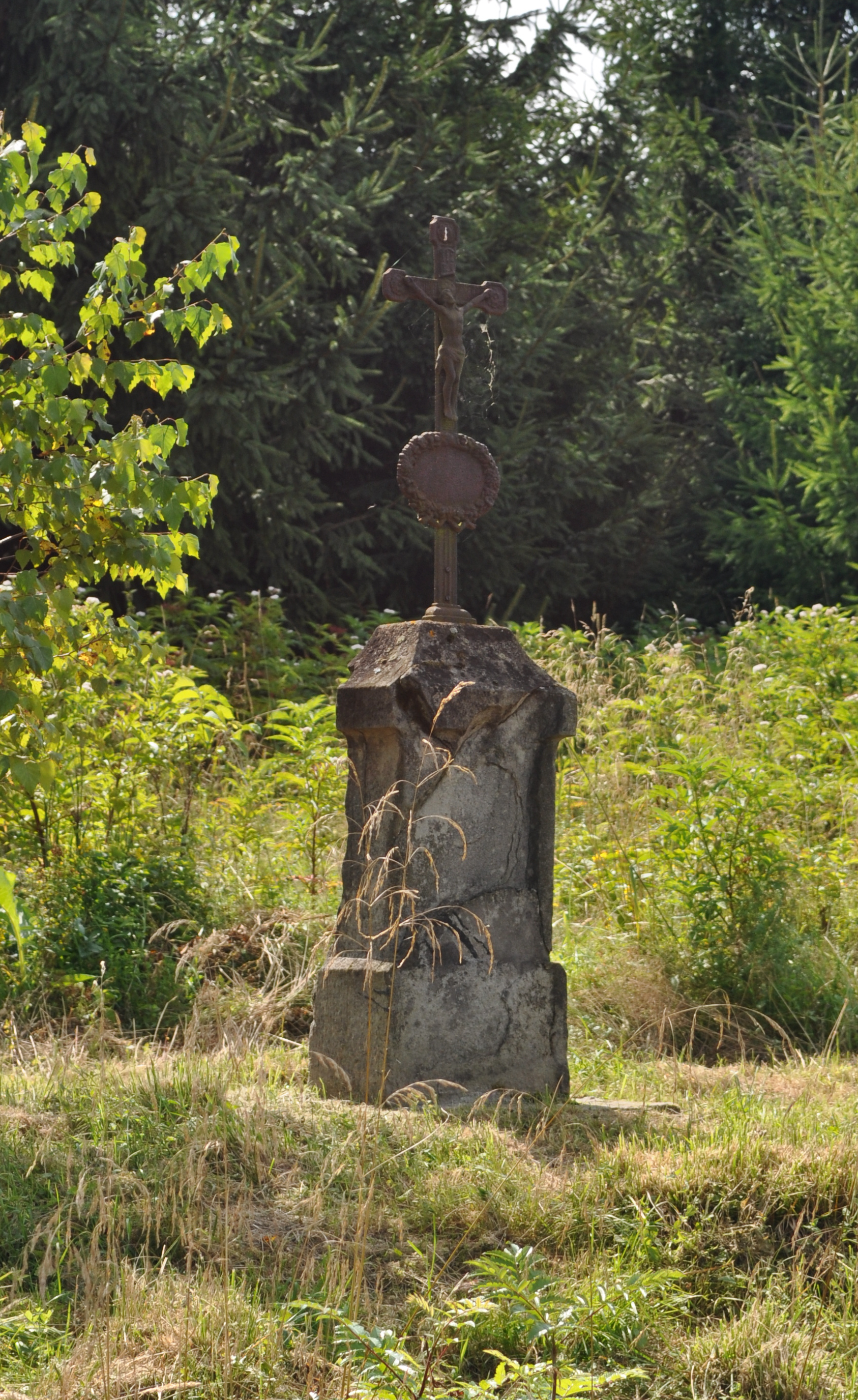
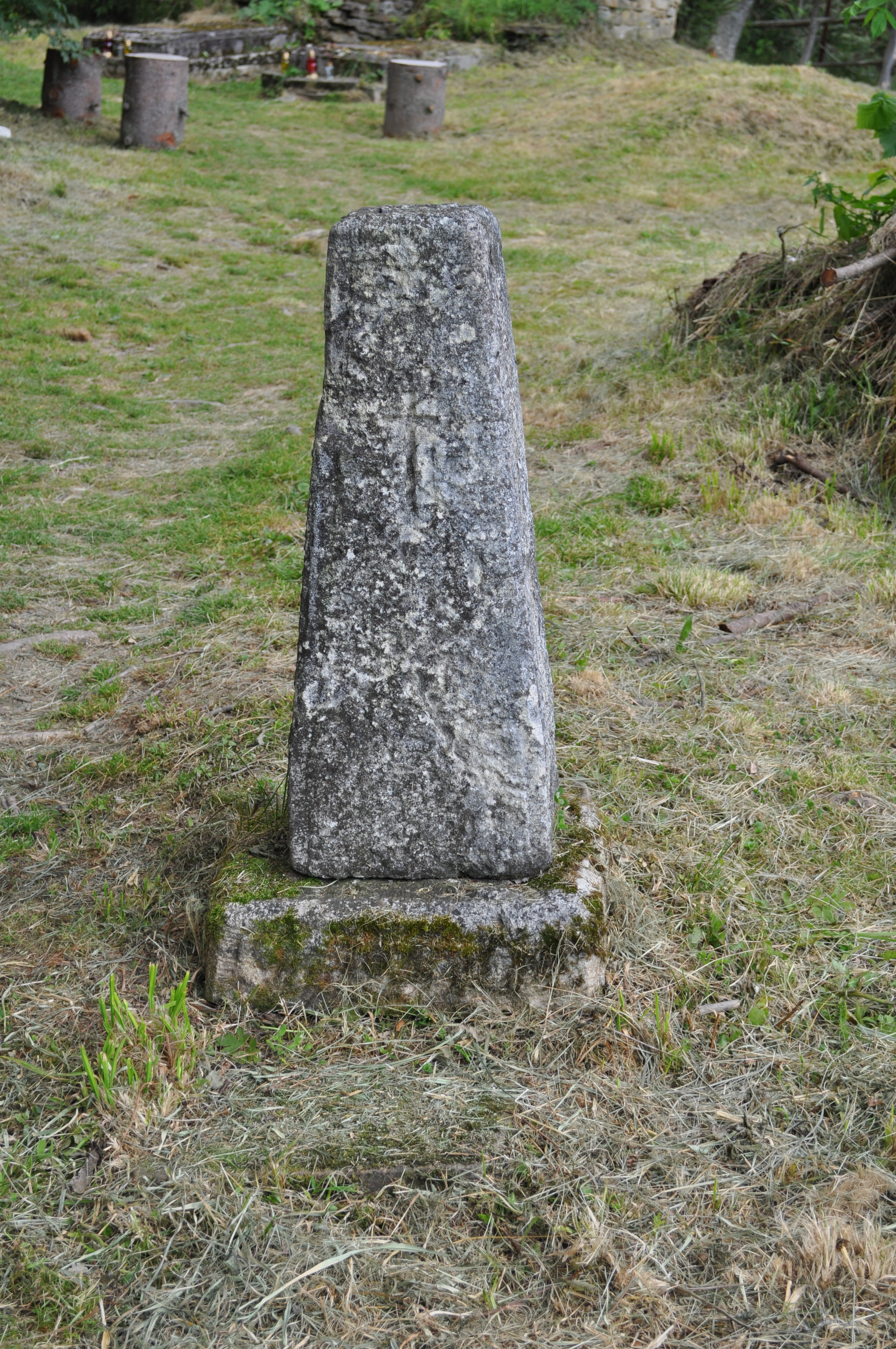
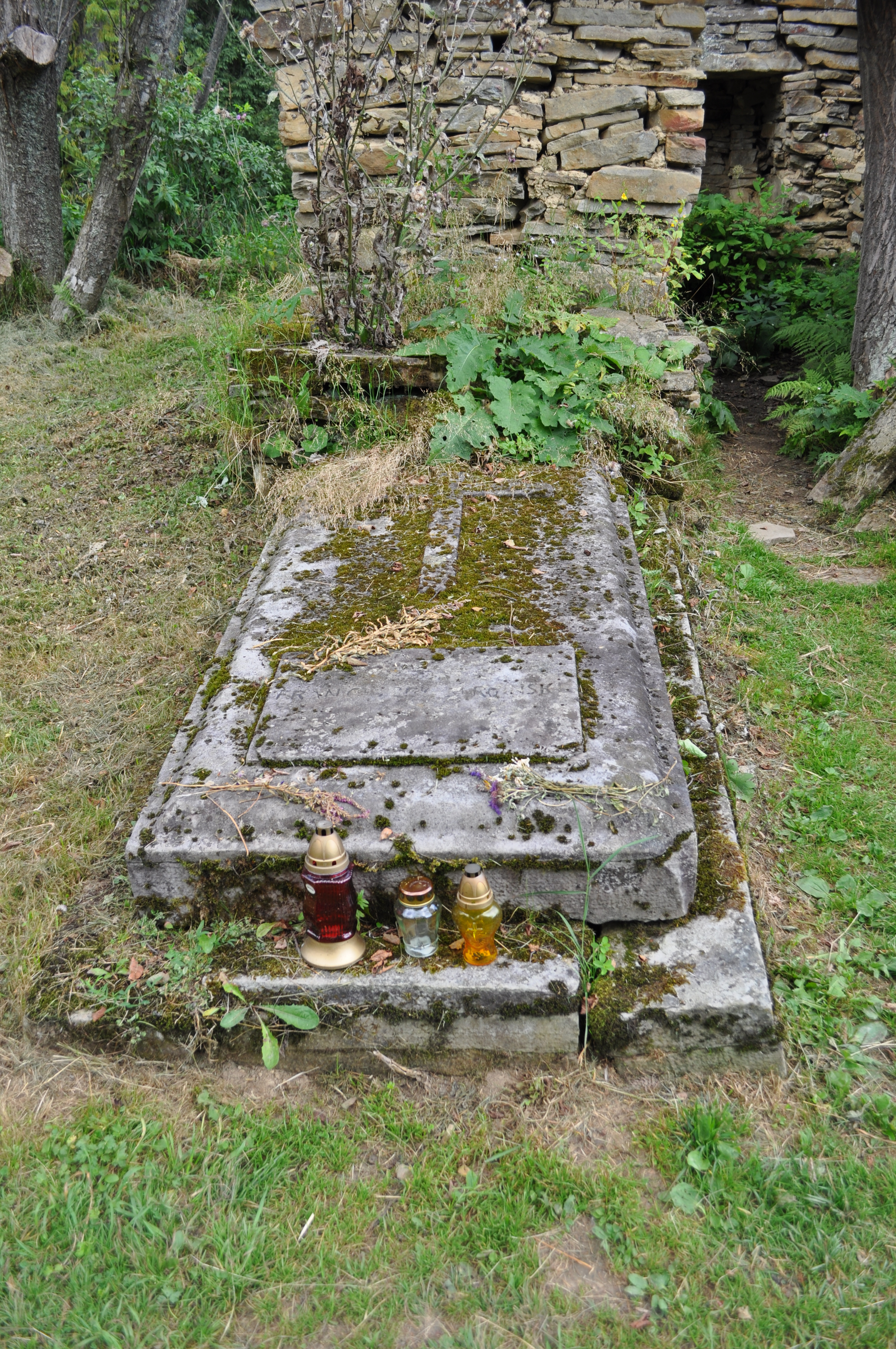
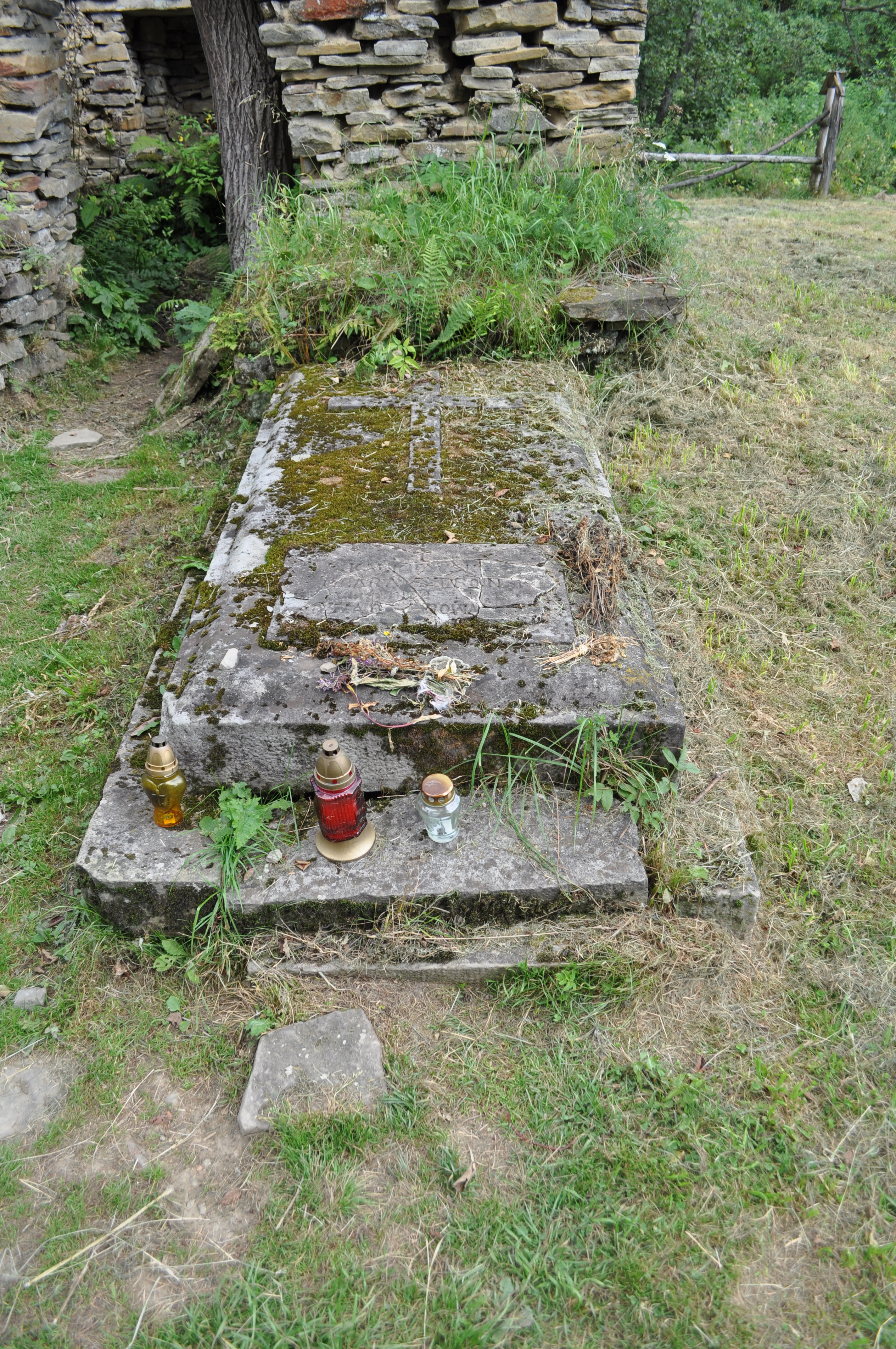
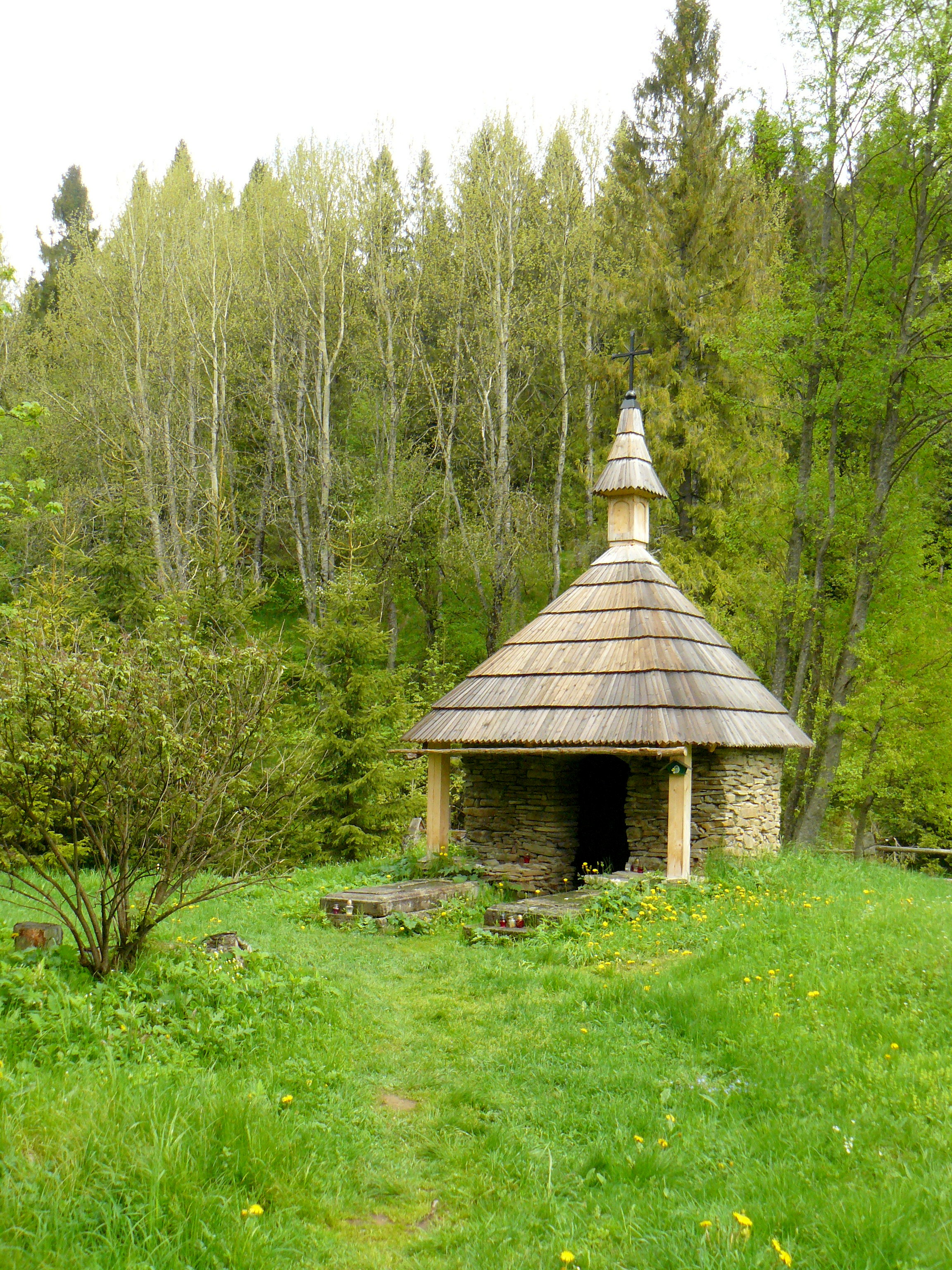

## Дивіться також
- Кічера Сянковська